# Mystacornis
Mystacornis is een geslacht van zangvogels uit de familie vanga's (Vangidae).

## Soorten
Het geslacht kent de volgende soort:
- Mystacornis crossleyi – Crossleys timalia